# Лобсан-хунтайджі
Ловсан (Сайн-Ерінчин)-хунтайджі (д/н—1696) — 3-й алтин-хан монголів в Халхці у 1657—1686 роках.

## Життєпис
Син Омбо-Ердені-хунтайджі, монгольського алтин-хана. Про дату народження нічого невідомо. Перша згадка відноситься до 1652 року, коли разом з батьком здійснив похід проти єнісейських киргизів. У 1657 році підкорив киргизів, потім рушив проти узнецьких татар, після чого планував атакувати Кузнецький, Томський і Красноярські остроги, але в цей час дістав звістку про смерть Омбо-Ердені-хунтайджі, тому повернув до ставки алтин-ханів біля Убси. Тут стає новим алтин-ханом. У 1559 і 1660 роках прийняв московське посольство, що вимагало підтвердити підданість алтин-ханів від Московського царства, але Лобсан відмовився.
У цей час Московське царство відновило збирання данини з єнісейських киргизів та сибірських татар. З цього приводу у 1661 і 1662 роках відправляв посольства до Московії. У 1662 році хунтайджі втрутився у боротьбу за владу в державі дзасакту-ханів. У 1662 році розбив й вбив дзасакту-хана Ванчука, звівши на ханський престол свого ставленика Джамбула. Проти Ловсан-хунтайджі виступила коаліція з тушету-хана Чахундорджа і Баби-сецен-хана.
1663 року Ловсан-хунтайджі атакував киргизів та їх союзників — тубінців, алтирців, керетців, яким завдав нищівної поразки. Частина з них сховалася на московській території. Того ж року перейшов через Саянський хребет і перекочував до Хонгорай, де в нижній течії річки Туби почав будувати фортецю, яку московити прозвали Ловзанове містечко. 1664 року алтин-хан звернувся до воєводи Красноярського острога, вимагаючи видачі біглих нойонів. Невдовзі запропонував Москві союз проти тушенту-хана і сецен-хана. До 1666 року продовжував боротьбу за владу в дзасакту-ханстві.
Разом з тим посилення влади алтин-хана над єнісейськими киргизами та їхніми сусідами призвело до конфлікту з Джунгарським ханством. Володар останнього — Сенґе-хунтайджі у 1667 році виступив, який у битві на річці Абакан завдав нищівної поразки Ловсан-хунтайджі, що разом з синами потрапив у полон. В результаті держава алтин-ханів потрапила у залежність від Джунгарії.
Отримав свободу лише у 1678 році. Знову звернувся до московського уряду щодо спільних дій проти суперників з Халхи. 1679 року підтвердив договір про мир і дружбу з Московією, яку в останній розцінили як визнання зверхності алтин-ханом влади царя. 1681 році спрямував посольство до імперії Цін, яка на той час уже повністю встановила владу в Китаї та Східній і Південній Монголії. У 1682 році отримав підтримку від Галдан Бошоґту-хана, правителя Джунгарії, для боротьбу проти дзасакту-хана Ценгууна, проте без особливого успіху. Зрештою зазнав поразки й потрапив у полон до дзасакту-хана.
У 1686 році на Хурін-Белтчинському курултаї ханів Халхи Ловсан-хунтайджі було остаточно позбавлено влади. Держава Алтин-ханів втратила самостійність і була включена до складу держави дзасагту-ханів. Новим правителем хотогойтів замість Ловсан-хунтайджі було призначено брата Ловсана — Гендун-Дайчина. Після 1691 року Ловсан поїхав до Пекіна, де імператор Кансі зарахував його до свого почту. Помер у 1696 році.